# جوگیندر سینگ
جوگیندر سینگ (انگلیسی: Joginder Singh; ۳ اوت ۱۹۴۰ – ۶ نوامبر ۲۰۰۲) بازیکن هاکی روی چمن اهل هند بود. او پس از بازنشستگی در کلکته ساکن شد و به عنوان افسر ورزشی برای راه آهن ناگپور بنگال کار کرد. بعدها این سازمان به راه آهن جنوب شرقی تغییر نام داد.